# Cmentarz żydowski w Nadarzynie
Cmentarz żydowski w Nadarzynie – znajduje się na terenie wsi Kajetany w lesie na północ od obecnej ul. Brzozowej. Data jego powstania jest nieznana. Cmentarz służył pochówkom ludności żydowskiej Nadarzyna i okolicznych miejscowości (m.in. Piaseczna i Pruszkowa). W czasie II wojny światowej został zdewastowany przez Niemców, a proces dewastacji był kontynuowany w latach powojennych, wskutek czego do naszych czasów nie zachowały się żadne nagrobki.